# ピパピパ

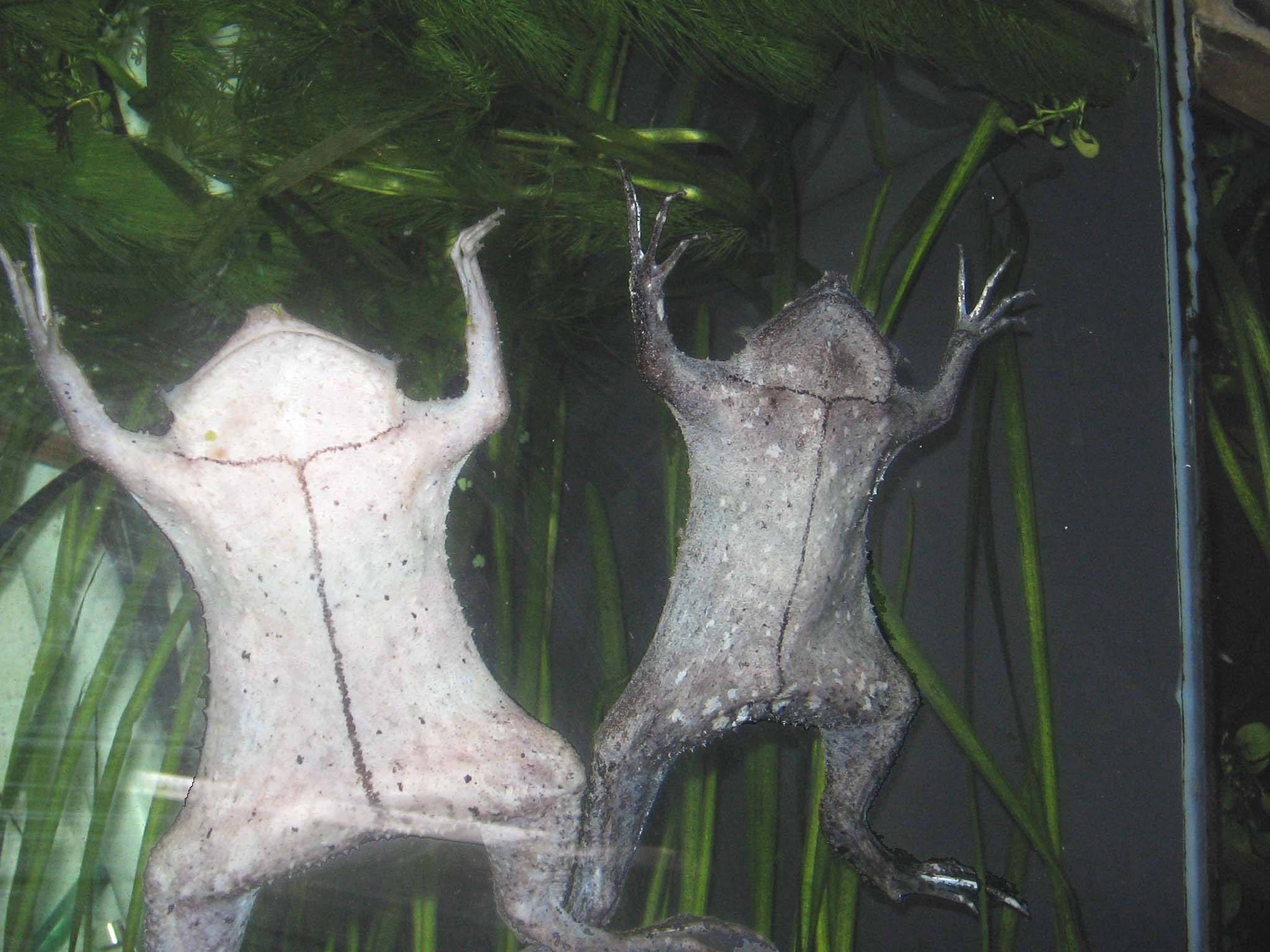
「バンザイ」の格好で川底にひそむ

ピパピパ（学名: Pipa pipa）とは、ピパ科に分類されるカエルの一種である。姿や繁殖行動の特異性で知られる。

## 名称
学名の表音をそのままカナ表記した「ピパピパ」という名は、おもにペットとしての流通名、あるいはその専門誌等で用いられる呼び名であり、標準和名はコモリガエル（子守蛙）である。単にピパと呼ぶこともあり、この場合は同じPipa属のカエルの総称としても用いられる。また英名では「Surinam toad」となっており、ヒキガエルの一種と見なされた命名になっている。

## 特徴
体長は15cmほどもある大型のカエルだが、前方に三角形にとがった頭部と、上から押しつぶされたような扁平な体はカエルとは思えないほどである。体色は褐色で全身にいぼのような小さな突起がある。後脚には広い水かきが発達する。前脚には水かきがないが、指先に小さな星形の器官がある。目は小さくてほとんど目立たないが、口は大きい。また、舌がないのもピパ科のカエルの特徴であり、同じ科のツメガエル類とも共通した特徴である。

## 生態
アマゾン川流域を中心とした南米北部の熱帯域に分布し、川の中に生息する。陸上に出ることはほとんどなく、一生を水中で過ごす。
前脚を前方に突き出し、「バンザイ」をしたような格好で川底にひそむ。褐色の扁平な体は枯れ葉や岩石によく似ており、捕食者や獲物の目を欺く擬態である。
前脚の指先にある星型の器官は節足動物の触角のような役割を果たしており、小魚や水生昆虫が前脚に触れると、瞬時に大きな口で捕食する。このとき、口を開けて水とともに獲物を吸い込みつつ、前脚で口の中に掻き込むような動作を行う。移動する時は後脚の水かきを活かして移動し、前脚で障害物を掻き分けながら進む。

### 保育

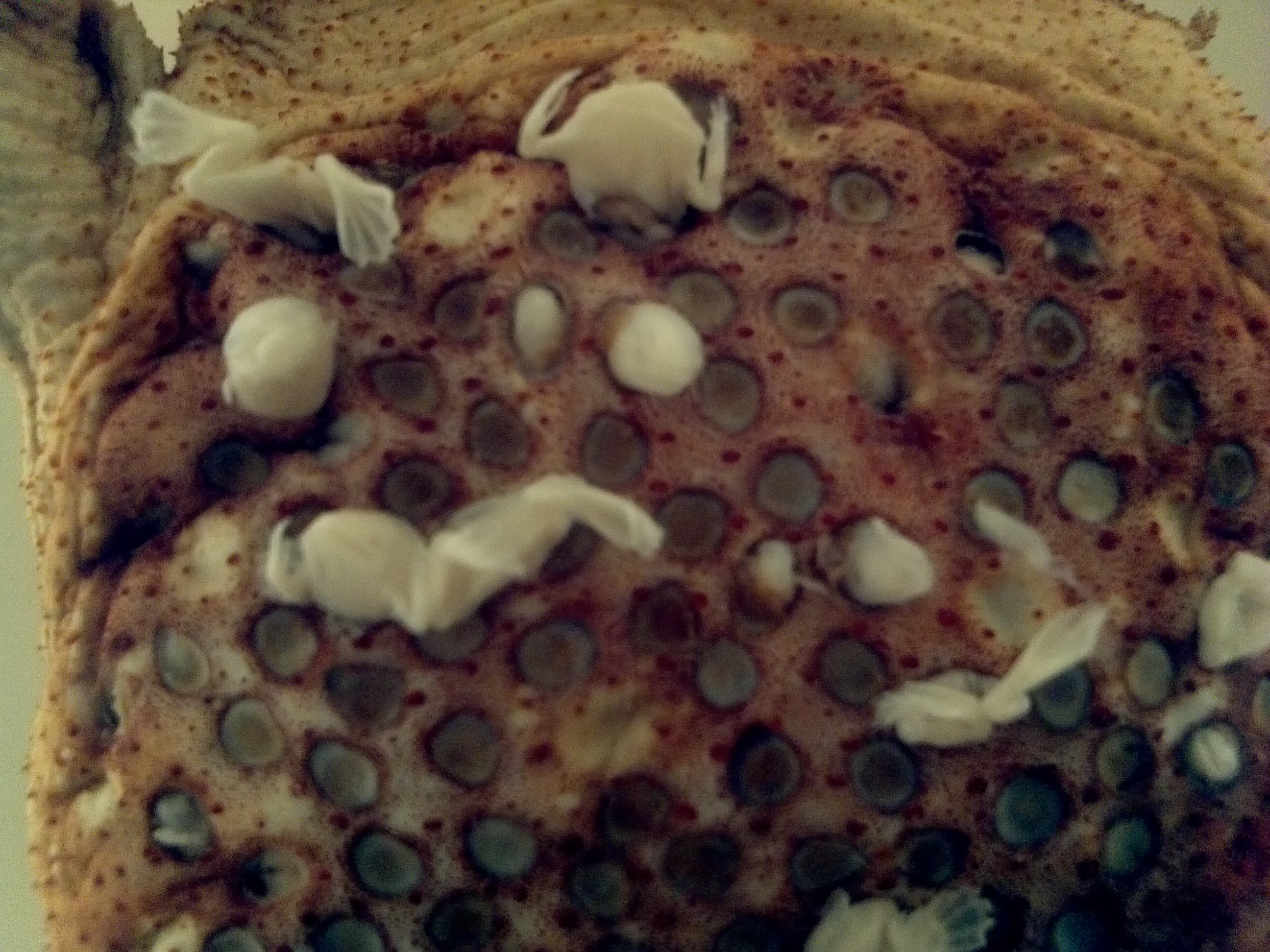
子供が埋め込まれた背中

その変わった姿だけでなく、メスが子どもを保育することでも知られている。産卵前にはメスの背中の皮膚がスポンジのようにやわらかく肥厚する。オスとメスは水中で抱接しながら後方に何度も宙返りし、背泳ぎの状態になったときに産卵した卵をオスの腹部で受け止めて受精させ、回転が終了したときに受精卵をメスの背中の肥厚した皮膚組織に押し付け、埋めこんでしまう。卵は組織内で孵化し、幼生（オタマジャクシ）の時期もメスの背中の組織内ですごす。メスの背中から飛び出してくる頃には小さなカエルの姿になっている。「コモリガエル」という和名はこの繁殖行動からつけられたものである。
子ガエルを出産した後、母親は出産に使用した皮膚の薄い層を徐々に脱ぎ捨て、通常の生活を再開する。
同じピパ属のカエルの中には背中の皮膚内で孵化した幼生がカエルまで成長せず、オタマジャクシの状態で泳ぎだす種も知られている。

## 画像

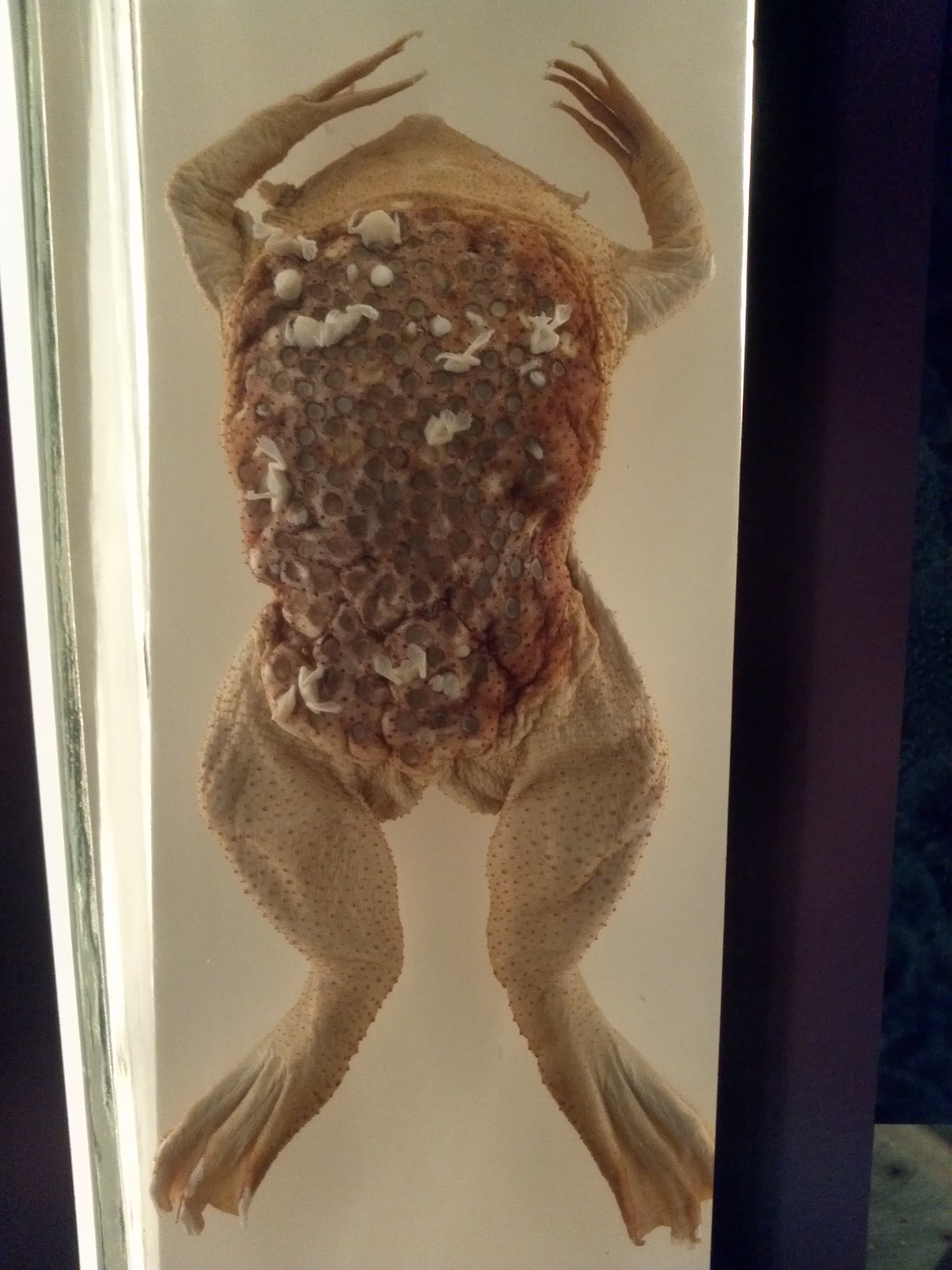
ピパピパの背中
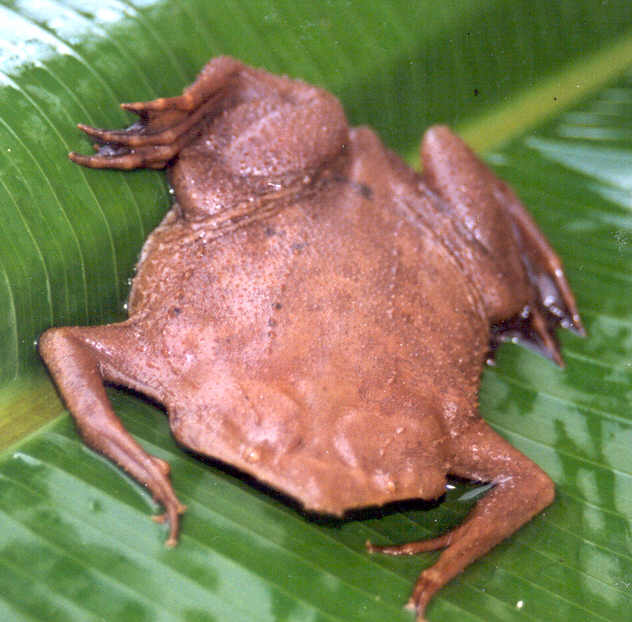
葉の上に乗るピパピパ
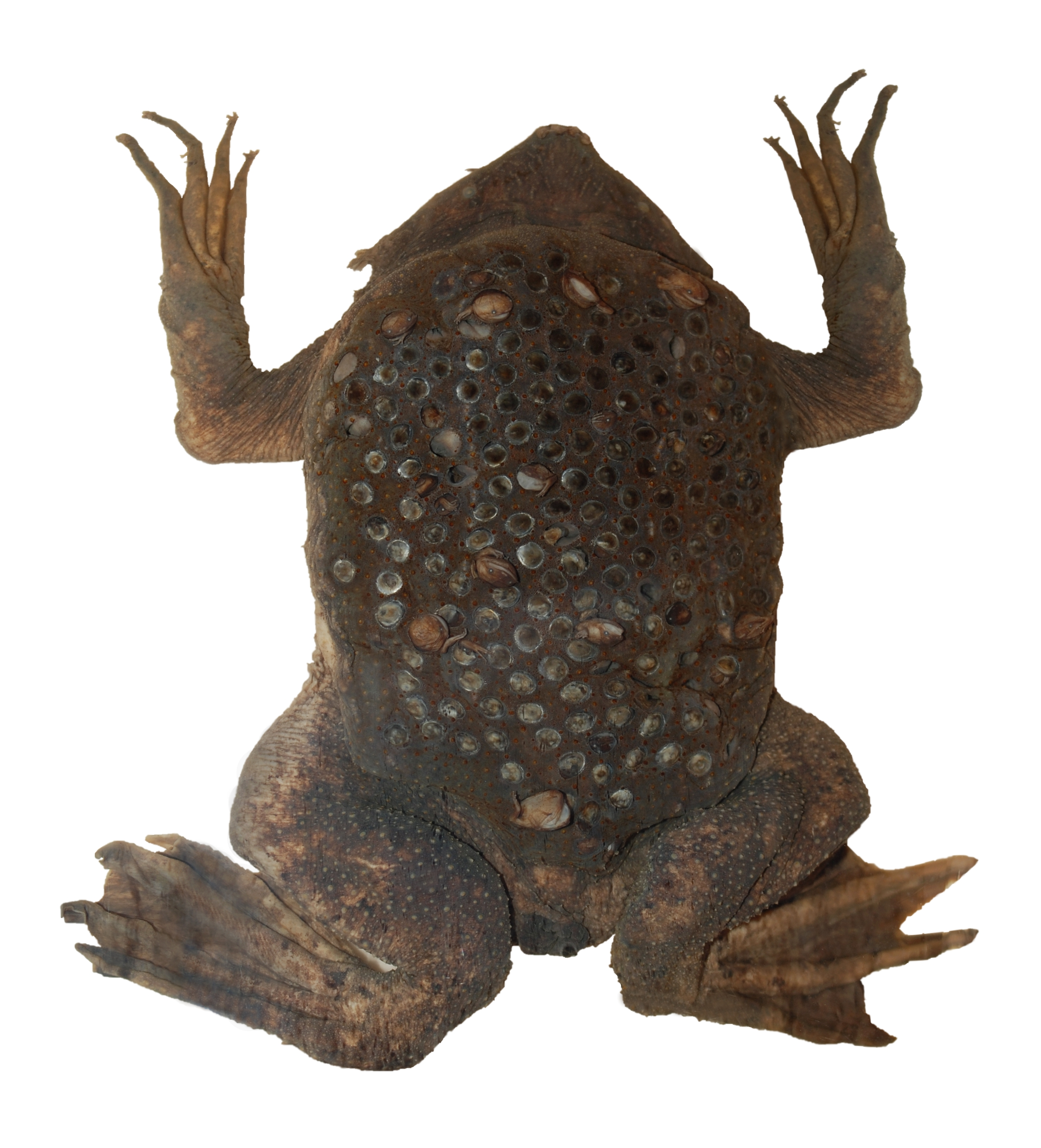
卵が埋め込まれた背中